# Rauma-Repola Oceanics
Rauma-Repola Oceanics var ett finländskt teknologi- och varvsföretag. Det var Rauma-Repola Oy:s undervattensteknikgrupp, senare ett dotterbolag, som i slutet av 1987 levererade Mir-1 och Mir-2-ubåtarna till den sovjetiska vetenskapsakademin.
Rauma-Repola Oceanics utvecklade civila forskningsubåtar under 1980-talet på uppdrag av och i samarbete med Sovjetunionens vetenskapsakademi. Sovjetunionen hade ursprungligen försökt beställa fartygen från Kanada, men detta hade hindrats av Nato-ländernas teknologiexport
Mir-ubåtarna tillverkades av Lokomo-fabriken i Rauma-Repola. Fartygens tryckkammare var gjorda av specialstål utvecklat av Lokomo, som ersatte det svårhanterliga titanet.
Oceanics-gruppen var en del av Rauma-Repolas offshoreindustri, men slogs i slutet av 1988 samman till företagets Development Units-grupp.
I Oceanics-gruppen ingick dyksystemstillverkaren Drass S.p.A. köpt av Rauma-Repola från Italien, det Helsingfors-baserade designkontoret Malmari & Winberg Oy och det brittiska dotterbolaget Osel Group Ltd. Koncernen verkade under några år efter färdigställandet av Mir-fartygen och levererade bland annat dyksystem till Sydkorea. I början av 1990-talet bytte Rauma Oceanics namn till Rauma Ecoplanning Oy, som fokuserade på miljöteknik. Kunskapen som förvärvats inom djuphavsteknik tillämpades på högtrycksteknik och företaget började utveckla superkritisk koldioxidteknologi i samarbete med VTT och i den paneuropeiska forskningsorganidationen Eureka. Företaget skötte även underhållet av Mir-fartygen i Tammerfors.  Verksamheten avbröts efter på tryckningar av USA och den återstående finländska verksamheten i Mir-projektet såldes till Rysslands vetenskapsakademi.
Under andra hälften av 1990-talet såldes Rauma-Repola Ecoplanning Oy till det svenska kemiteknikföretaget Chematur Engineering AB.